# Objectherkenning van Marr
De Objectherkenning van Marr is een beschrijving van de drie fasen in objectherkenning volgens David Marr: de primaire schets, perceptuele organisatie en patroon- en objectherkenning. Let wel dat dit allemaal onbewuste processen zijn die vanzelf plaatsvinden, men kan deze fasen zelf niet apart ervaren.

## Primaire schets
De proximale stimulus zorgt voor het vuren van axonen in de twee oogzenuwen.
Hier zijn de overgangen van helderheid vooral belangrijk, de randen dus.
Er wordt gekeken wat de drempel is voor de helderheidsverschillen. Men oriënteert waar de randen zich bevinden en men onderscheidt de belangrijke helderheidsovergangen van de onbelangrijke. (vb. een slordig geschilderde deur, met verf op de muur, zal er niet plots uitzien als een deur met een andere vorm dan rechthoekig.)

## Perceptuele organisatie
Bij de perceptuele organisatie wordt het beeld omgevormd naar een '2,5D schets', het is nog geen volledige 3D.
Hier wordt er beslist welke randen er bij welk voorwerp horen. Dit op basis van gelijkheid, nabijheid, geslotenheid, goede voortzetting en ook vroegere ervaring.
- Gelijkheid: welke elementen lijken op elkaar?
- Nabijheid: welke elementen bevinden zich in dezelfde 'groep' qua plaats?
- Geslotenheid: voorbeeld:  ) ( )  ( )  ( )  (  men zal deze haakjes eerder opvatten als ( ) bij elkaar dan  ) ( bij elkaar horende.
- Goede voortzetting: als een deel van het voorwerp niet zichtbaar is doordat het bedekt is, zal men niet denken dat dit deel 'ontbreekt', maar de hersenen vullen de info aan.  Voorbeeld: een persoon die achter een hekken staat zal nog steeds worden gezien als een volledige persoon en niet als een persoon waar 'reepjes' uit ontbreken.
- Vroegere ervaring: eenmaal men ervaring met iets heeft, zorgen top-down processen voor snellere herkenning. Zie bijvoorbeeld de 'old witch, young lady?' illusie.

## Patroon- en objectherkenning
Hier wordt er een 3D beeld gemaakt.
Het kijkergericht beeld wordt gekoppeld aan een voorstelling in het geheugen en wordt dus een voorwerpgericht beeld.  Er zijn 2 principes in patroon- en objectherkenning:
- Template-matching: men vergelijkt de templates met de uitkomst bekomen van de perceptuele organisatie.
- Kenmerkenherkenning: voorbeeld: 'T' bestaat uit twee lijnen die aan de bovenkant van het beeld kruisen. Marr stelt dat veel voorwerpen herkend kunnen worden door een reeks verbonden cilinders met een bepaalde lengte en breedte. (Op basis van Google Draw)